# Геворгян, Эльмира Михайловна
Эльмира Михайловна Геворгян (арм. Էլմիրա Մուշեղի Գևորգյան) (1 февраля 1932, Эривань — 3 августа 2025) ― советский и армянский врач, доктор медицинских наук (1973), профессор (1976), Заслуженный врач Республики Армения (2012).

## Биография
Родилась 1 февраля 1932 года в Ереване, Армянская ССР, ЗСФСР, СССР.
В 1955 году окончила Ереванский государственный медицинский институт. В 1962 году защитила в Москве кандидатскую диссертацию на тему «Клинические симптомы опухолей головного мозга и нейрохирургия». С 1973 по 2000 год работала в Министерство здравоохранения Армении.
С 1976 по 1996 год преподавала неврологию, нейрохирургию и заведовала кафедрой медицинской генетики в Ереванском государственном медицинском институте. С 1996 года ― вице-президент Международной ассоциации исследования мозга, советник генерального директора Ереванской медицинской ассоциации № 2.
С 1998 года ― член Нью-Йоркской академии наук, с 1998 года ― Международной академии экологии и биобезопасности, с 2000 года ― Российской академии медицинских наук, с 2001 года ― Хирургической Академия Армении.
Американским биографическим институтом Геворгян была названа «выдающейся женщиной науки 2005 года», Кембриджским международным биографическим центром в том же году признана ведущим специалистом в сфере здравоохранения.
Умерла 3 августа 2025 года в возрасте 93 лет.

## Научная деятельность
Её работы посвящены клиническим проявлениям заболеваний головного мозга и сосудистых заболеваний головного мозга, роли глубинных опухолей в развитии рецидивирующих заболеваний, таких как эпилепсия и вегетативные сосудистые приступы.
Автор 7 учебников и 2 учебников и двух монографий по топографической диагностике заболеваний нервной системы.

## Награды
- Медаль Мхитара Гераци (1998)
- Заслуженный врач Республики Армения (2012)

## Семья
- Муж ― Павел Ананикян, хирург
- Дочь ― Анаит Горгян, психиатр
- Дочь ― Анаит Анна, психиатр
- Сын ― Петрос Ананикян, хирург
- Сын ― Павел Ананикян младший, врач-юрист